# Balacra tamsi
Balacra tamsi là một loài bướm đêm thuộc phân họ Arctiinae, họ Erebidae.